# Gebruikswaarde
In de klassieke en vooral marxistische economie is de gebruikswaarde het nut dat een consument ontleent aan de consumptie van een goed. In Marx' kritiek op de politieke economie heeft ieder product van menselijke arbeid een waarde en een gebruikswaarde en, als het goed als een waar op markten wordt verhandeld, daarbovenop ook nog een ruilwaarde, die meestal als een geld-prijs wordt uitgedrukt. Marx erkent dat waren die worden verhandeld ook een algemeen nut hebben, wat wordt geïmpliceerd door het feit dat mensen deze waren willen hebben, maar hij beargumenteert dat dit ons op zichzelf niets zegt over het specifieke karakter van de economie, waarin deze waren worden geproduceerd en verkocht.
Bij assetmanagement is de gebruikswaarde de waarde die de asset toevoegt aan het primaire proces van de gebruiker.

## Voetnoten
1. ↑  Gearchiveerde kopie. Gearchiveerd op 2 mei 2024. Geraadpleegd op 12 juli 2023.
2. ↑  https://www.marxists.org/glossary/terms/u/s.htm. Gearchiveerd op 6 juni 2023.